# Titus (Film)
Titus ist eine Literaturverfilmung aus dem Jahr 1999. Die Regisseurin Julie Taymor verfilmte mit Titus die Tragödie Titus Andronicus von William Shakespeare.

## Handlung
Der römische General Titus Andronicus kehrt nach einem erfolgreichen Feldzug gegen die Goten nach Rom zurück. Als Gefangene bringt er die gotische Königin Tamora und ihre drei Söhne mit. Andronicus lässt nach römischem Brauch den Erstgeborenen von Tamora für seine ermordeten Söhne opfern.
Zur gleichen Zeit tobt ein Streit um den Kaiserthron, den die Brüder Saturninus und Bassianus jeweils für sich beanspruchen. Statt ihrer wird allerdings der Kriegsheld Titus vom Senat zum Kaiser ernannt. Er lehnt jedoch ab und macht Saturninus zum Kaiser, da er der Erstgeborene des verstorbenen Kaisers ist. Saturninus bittet Andronicus, ihm seine Tochter Lavinia zur Frau zu geben, diese ist jedoch schon mit Bassianus verlobt, was eine Heirat mit Saturninus verhindert.
Saturninus nimmt daraufhin die gefangene Gotin Tamora zur Frau. Diese sieht damit die Möglichkeit gekommen, sich an Titus Andronicus für den Mord an ihrem Sohn zu rächen. Sie lässt Bassianus durch ihre beiden verbliebenen Söhne Chiron und Demitrius ermorden und schiebt die Tat Titus’ beiden Söhnen unter, die dafür hingerichtet werden. Anschließend vergewaltigen und verstümmeln Chiron und Demetrius Lavinia. Als Titus herausfindet, wer hinter dem Verbrechen steckt, tötet er die Söhne Tamoras und setzt ihr während eines angeblichen Versöhnungsessens deren Überreste in Form einer Pastete vor.
Da er die Schmach seiner vergewaltigten und verstümmelten Tochter nicht ertragen kann, bricht er ihr das Genick und ersticht aus Rache Tamora. Daraufhin wird Titus von deren Ehemann und Kaiser Saturninus erstochen, der wiederum der Rache von Titus’ verbliebenem Sohn Lucius erliegt. Lucius wird schließlich zum Kaiser gekrönt.

## Kritiken
Das Lexikon des internationalen Films bescheinigte: „Ein äußerst drastischer Film mit Splatter-Effekten, der eine Off-Broadway-Inszenierung mit eindrucksvollen schauspielerischen Leistungen auf die Leinwand bringt.“

## Auszeichnungen
- Kostümbildnerin Milena Canonero wurde für einen Oscar nominiert.
- Harry J. Lennix gewann einen Golden Satellite Award als Bester Nebendarsteller in einem Drama.
- Hauptdarsteller Anthony Hopkins wurde für die London Critics Circle Film Awards in der Kategorie Bester britischer Schauspieler nominiert.